# Honduras ai Giochi della XXIII Olimpiade
L'Honduras partecipò ai Giochi della XXIII Olimpiade, svoltisi a Los Angeles, Stati Uniti, dal 28 luglio al 12 agosto 1984, con una delegazione di 10 atleti impegnati in tre discipline.